# یانه نیینیما
یانه نیینیما (انگلیسی: Janne Niinimaa؛ زادهٔ ۲۲ مهٔ ۱۹۷۵) بازیکن هاکی روی یخ اهل فنلاند است.
از باشگاه‌هایی که در آن بازی کرده‌است می‌توان به فیلادلفیا فلایرز، مونترآل کانادینز، و ادمونتون اویلرز اشاره کرد.